# Jurij Metluschenko

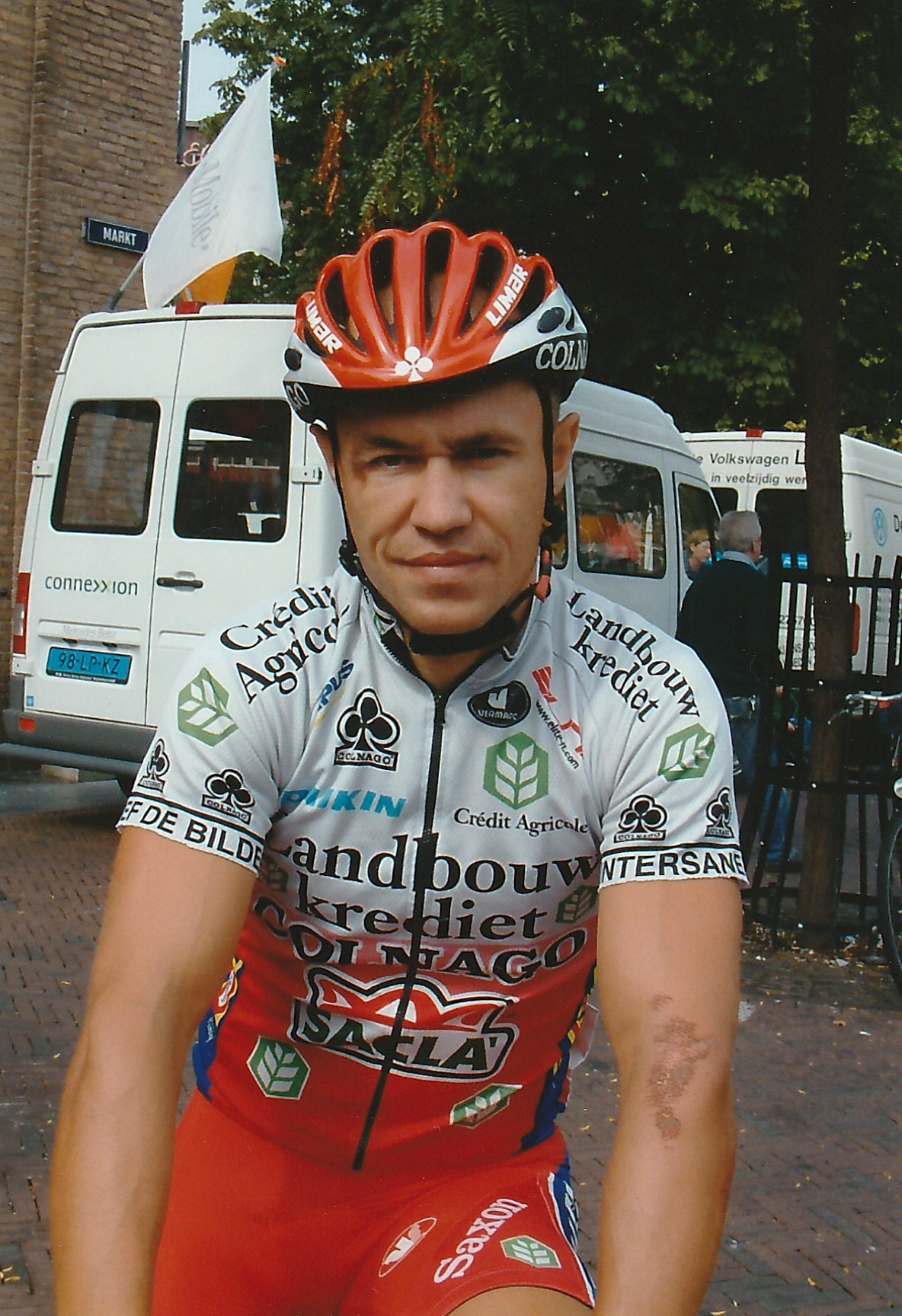
Jurij Metluschenko in Luxemburg (Mai 2004)

Jurij Metluschenko (ukrainisch Юрій Метлушенко; * 4. Januar 1976 in Schytomyr) ist ein ukrainischer Radrennfahrer.
Jurij Metluschenko begann seine Karriere 2002 beim belgischen Radsportteam Landbouwkrediet-Colnago. In seinem ersten Profijahr gewann er das italienische Eintagesrennen Gran Premio Costa degli Etruschi und nahm am Giro d’Italia teil, den er nach der 16. Etappe beendete. Zweimal – 2008 und 2011 – wurde er ukrainischer Meister im Kriterium.

## Erfolge
2002
- Gran Premio Costa degli Etruschi

2003
- eine Etappe Dänemark-Rundfahrt
- eine Etappe Tour du Poitou-Charentes

2004
- Gran Premio Costa degli Etruschi
- eine Etappe Brixia Tour

2008
- Lancaster Classic
- eine Etappe Tour de Beauce
- Ukrainischer Meister – Kriterium

2009
- eine Etappe Settimana Internazionale
- eine Etappe Szlakiem Grodòw Piastowskich
- eine Etappe Tour of Qinghai Lake
- Mannschaftszeitfahren Univest Grand Prix
- eine Etappe Tour of Hainan

2010
- zwei Etappen Tour of Qinghai Lake
- eine Etappe Tour of Hainan

2011
- eine Etappe Tour of Qinghai Lake
- Ukrainischer Meister – Kriterium

2012
- eine Etappe Azerbaïjan Tour
- drei Etappen und Gesamtwertung Tour of Trakya
- eine Etappe Baltic Chain Tour
- eine Etappe Tour of Taihu Lake

2013
- fünf Etappen und Gesamtwertung Tour of Taihu Lake

## Teams
- 2002 Landbouwkrediet-Colnago
- 2003 Landbouwkrediet-Colnago
- 2004 Landbouwkrediet-Colnago
- 2006 Miche (bis 31. März)
- 2006 Team L.P.R. (ab 1. April)
- 2007 MapaMap-BantProfi
- 2008 Amore & Vita-McDonald’s
- 2009 Amore & Vita-McDonald’s
- 2010 Amore & Vita-Conad
- 2011 Amore & Vita
- 2012 Konya Torku Şeker Spor
- 2013 Torku Şekerspor
- 2014 Torku Şekerspor 1